# Марміроло
Марміроло (італ. Marmirolo) — муніципалітет в Італії, у регіоні Ломбардія, провінція Мантуя.
Марміроло розташоване на відстані близько 400 км на північ від Рима, 125 км на схід від Мілана, 7 км на північний захід від Мантуї.
Населення — 7844 особи (2014).
Щорічний фестиваль відбувається 20 січня. Покровитель — San Sebastiano.

## Демографія
Населення за роками:

Станом на 1 січня 2023 року в муніципалітеті офіційно проживали 822 іноземці з 41 країни, серед них 172 громадяни країн Євросоюзу та 48 громадян України.

## Міста-побратими
- Масса-Ломбарда, Італія

## Сусідні муніципалітети
- Гоїто
- Порто-Мантовано
- Ровербелла
- Валеджо-суль-Мінчіо
- Вольта-Мантована